# سیارک ۹۷۰۴
سیارک ۹۷۰۴ (به انگلیسی: 9704 Georgebeekman، نامگذاری:5469T-2) نه هزار و هفتصد و چهارمین سیارک کشف شده‌است که در ۳۰ سپتامبر ۱۹۷۳ کشف شد.
قدر مطلق سیارک برابر ۱۴٫۳۰ است.